# ترابری شهری با سرعت بالا

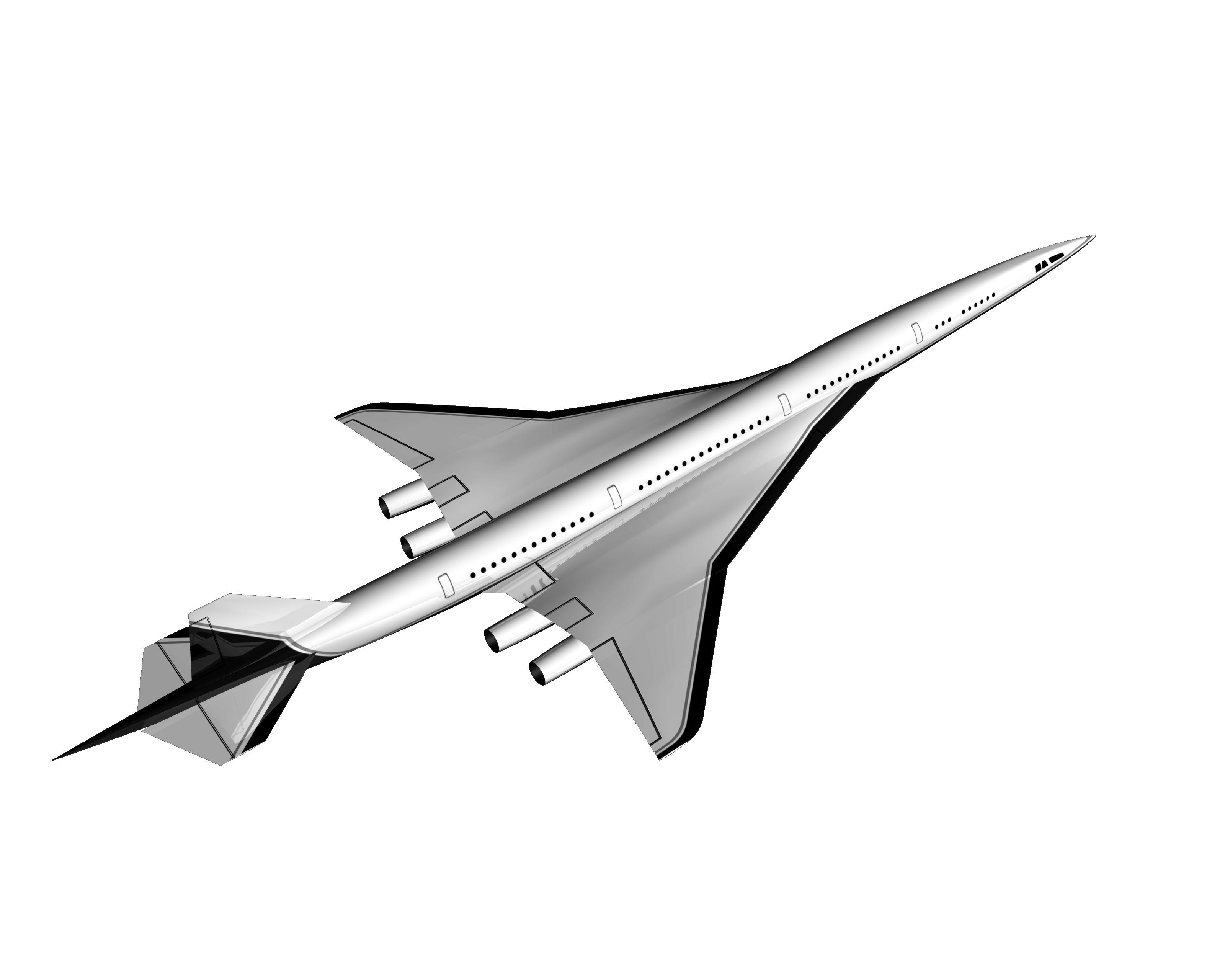
رندر مفهومی HSCT در ژوئیه ۱۹۹۸ منتشر شد

ترابری شهری با سرعت بالا  (به انگلیسی: High Speed Civil Transport، HSCT) تمرکز برنامه تحقیقاتی ناسا با سرعت بالا (HSR) بود که قصد داشت فناوری مورد نیاز برای طراحی و ساخت یک ترابری مافوق صوت را توسعه دهد که از نظر زیست‌محیطی قابل قبول و از نظر اقتصادی امکان‌پذیر باشد. این هواپیما قرار بود یک هواپیمای مسافربری مافوق صوت آینده باشد که با سرعت ۲٫۴ ماخ یا بیش از دو برابر سرعت صوت حرکت کند. این پروژه در سال ۱۹۹۰ آغاز شد و در سال ۱۹۹۹ به پایان رسید
این هواپیما قرار بود از اقیانوس اطلس یا اقیانوس آرام در نیمی از زمان یک هواپیمای غیر مافوق صوت عبور کند. همچنین در نظر گرفته شده بود که مصرف سوخت کمتری داشته باشد، ۳۰۰ مسافر را حمل کند و به مشتریان این امکان را بدهد که بلیت‌هایی را با قیمت کمی بالاتر از قیمت هواپیماهای زیر صوت خریداری کنند. هدف این بود که فناوری کافی برای تصمیم‌گیری راه‌اندازی محصول تحت رهبری صنعت در سال ۲۰۰۲ ارائه شود و اگر محصولی عرضه شود، اولین پرواز در عرض ۲۰ سال خواهد بود. 
این برنامه بر اساس موفقیت‌ها و شکست‌های کنکورد بریتانیا/فرانسه و توپولف تو-۱۴۴ روسی و همچنین برنامه قبلی حمل و نقل مافوق صوت ناسا (SST) از اوایل دهه ۱۹۷۰ بود (برای دومی، به لاکهید ال-۲۰۰۰ مراجعه کنید. بوئینگ ۲۷۰۷.) در حالی که برنامه‌های کنکورد و Tu-144 هر دو هواپیماهای تولیدی را تولید کردند، هیچ‌یک به تعداد کافی برای پرداخت هزینه‌های توسعه آنها تولید نشد.

## تاریخ
در سال ۱۹۸۹، ناسا و شرکای صنعتی تحقیق در مورد امکان‌سنجی هواپیماهای مسافربری با سرعت بالاتر را آغاز کردند. در سال ۱۹۹۰ طراحی به یک هواپیمای ۲٫۴ ماخ با ظرفیت ۳۰۰ سرنشین تبدیل شد و برنامه تحقیقاتی با سرعت بالا آغاز شد.  این پروژه به دو مرحله تقسیم شد که زمینه‌های مختلفی را برای توسعه بررسی می‌کرد. مرحله اول «بر توسعه مفاهیم فناوری برای سازگاری با محیط زیست متمرکز شد». مرحله دوم با هدف نشان دادن فن‌آوری‌های زیست‌محیطی و سایر فناوری‌های پرخطر برای دوام اقتصادی انجام شد. 
فاز ۱ بر چندین نگرانی زیست‌محیطی متمرکز بود: انتشار NOx که می‌تواند لایه اوزون را تخریب کند، سر و صدای جامعه، صدای غرش صوتی و تشعشعات در ارتفاع بالا. آزمایش‌ها مربوط به هر نگرانی انجام شد. یک هواپیمای جاسوسی U-2 که به لاکهید یو-۲ تغییر نام داد، برای اندازه‌گیری انتشار گازهای گلخانه ای در ارتفاع بالا از جت کنکورد و اندازه‌گیری محیط تشعشعات در ارتفاع‌های بالا استفاده شد. فناوری‌های جدید نازل پیشران موتور برای کاهش صدای بلند شدن و فرود آزمایش شد. فن آوری‌های کاهش رونق صوتی با استفاده از لاکهید اس‌آر-۷۱ بلک‌برد آزمایش شد، اما از نظر اقتصادی غیرقابل دوام در نظر گرفته شد. در عوض، HSCT به سرعت‌های زیر صوت بر روی زمین محدود می‌شود. 
فاز ۲ قابلیت اقتصادی چند فناوری کلیدی را نشان داد. دو F-16XL برای آزمایش کنترل جریان آرام مافوق صوت و اعتبارسنجی روش‌های طراحی پیشرفته CFD استفاده شد. به جای استفاده از دماغه آویزان، مانند آنچه در کنکورد وجود دارد، یک سیستم «دید خارجی» پنجره‌های کابین خلبان را به‌طور کامل با گرافیک‌های کامپیوتری که در نمایشگرهای کابین خلبان در دسترس خلبانان قرار می‌گیرد، جایگزین می‌کرد. در نهایت، انواع مختلفی از مواد در برابر دمای بسیار بالای پرواز ۲٫۴ ماخ طراحی و آزمایش شدند، با تیتانیوم و انواع منحصر به فرد فیبر کربن کاندیدهای اصلی برای مناطق مختلف این هواپیما هستند. 
اگرچه این پروژه تا حد زیادی موفقیت‌آمیز بود، اما در سال ۱۹۹۹ به دلیل محدودیت‌های بودجه لغو شد،  و همچنین بوئینگ بهره (یعنی بودجه) را از پروژه برداشت.

### استناد
1. 1 2 3  "NASA's High-Speed Research (HSR) Program - Developing Tomorrow's Supersonic Passenger Jet". NASA. 22 April 2008. Archived from the original on 5 April 2012. Retrieved 11 February 2024.
2. ↑  Boeing Commercial Airplanes 1989, pp. 30–32.
3. ↑  Wilhite & Shaw 2000, p. 3.
4. ↑  Wilhite & Shaw 2000, p. 2.
5. ↑  "SR-71 Experiment on Propagation of Sonic Booms". www.nasa.gov (به انگلیسی). NASA. 1 January 1996. 20100028912. Archived from the original on 25 June 2022. Retrieved 13 March 2023.
6. ↑  Wilhite & Shaw 2000, pp. 2–5.
7. ↑  "NASA - High-Speed Research (HSR) - Smoothing the Flow Over Supersonic Wings". www.nasa.gov (به انگلیسی). NASA. September 1996. Archived from the original on 29 January 2022. Retrieved 16 March 2023.
8. ↑  Wilhite & Shaw 2000, pp. 6-9.
9. ↑  Gipson, Lillian (September 1996). "Aeronautical Activities-Technological Developments". history.nasa.gov. NASA. Retrieved 16 March 2023.
10. ↑  Wilhite & Shaw 2000, p. 9.
11. ↑  Warwick, Graham (16 July 2001). "Cutting to the bone". Flight Global (به انگلیسی). Retrieved 13 March 2023.

### کتابشناسی - فهرست کتب
- High-speed civil transport study. Summary (Technical report). Boeing Commercial Airplanes. 1 September 1989. 19890018276.
- Wilhite, Alan W.; Shaw, Robert J. (1 September 2000). An Overview of NASA's High-Speed Research Program (PDF). NASA. ADA572142.